# Holotrich

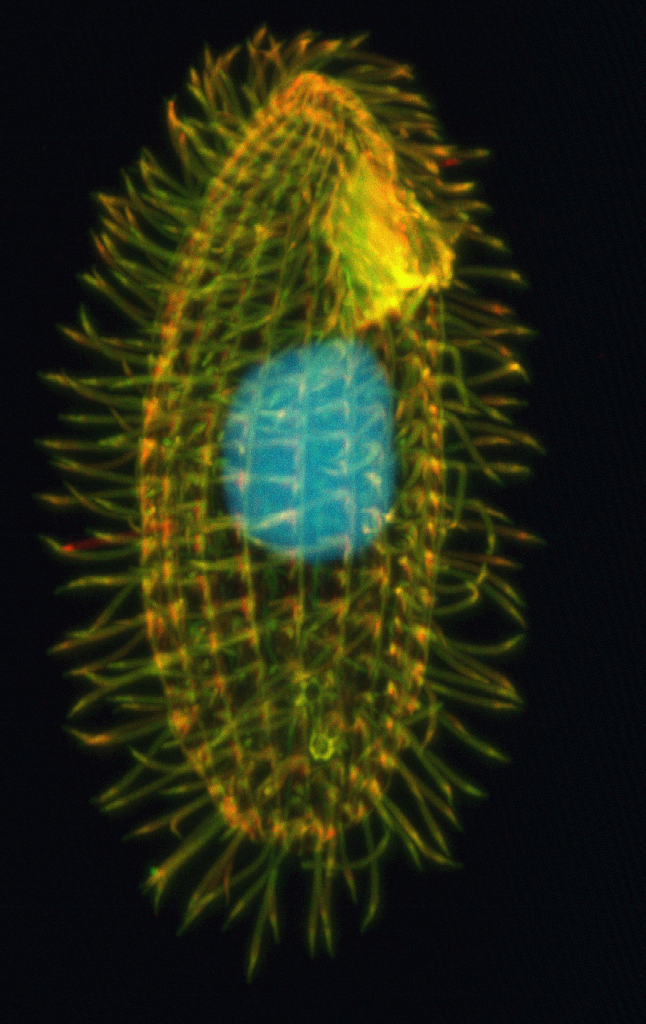
Tetrahymena thermophila mit holotricher Bewimperung

Als holotrich wird in der Biologie eine Bewimperung von Einzellern mit Zilien bezeichnet, die den gesamten Körper umfasst. Dabei leitet sich die Bezeichnung vom griechischen „holos“ für „ganz, vollständig, unversehrt“ und dem ebenfalls aus dem Griechischen stammenden „triches“ für „Haare“ ab.
In der Regel handelt es sich bei den holotrichen Einzellern um Vertreter der Wimpertierchen (Ciliophora), die ursprünglich aufgrund dieser Eigenschaft als Holotricha zusammengefasst und den Peritrichia mit peritricher Bewimperung, unter anderem den Glockentierchen, gegenübergestellt wurden. Da die Gruppe jedoch keine geschlossene Verwandtschaftsgruppe bildet, wurde sie aufgelöst und die Gattungen auf mehrere Unterordnungen aufgeteilt.